# Буххольц (Ратцебург)
Буххольц (нем. Buchholz) — община в Германии, в земле Шлезвиг-Гольштейн.
Входит в состав района Герцогство Лауэнбург. Подчиняется управлению Лауэнбургише Зеен. Население составляет 237 человек (на 31 декабря 2010 года). Занимает площадь 2,93 км².